# Frohna
Frohna è un villaggio degli Stati Uniti d'America, situato nello Stato del Missouri, nella contea di Perry.